# José Tavares
Pour les articles homonymes, voir Tavares.
José Tavares, de son nom complet José Fernando Campos Tavares, est un footballeur portugais né le 25 avril 1965 à Vila Nova de Gaia. Il évoluait au poste de milieu central.

## Biographie
International, il possède 8 sélections en équipe du Portugal. Il participe à l'Euro 1996 avec l'équipe nationale.

## Carrière
- 1985-1988 :  Oliveira Douro
- 1989-1990 :  FC Infesta
- 1990-1991 :  FC Porto
- 1991-1994 :  Boavista FC
- 1994-1995 :  Benfica Lisbonne
- 1995-1998 :  Boavista FC
- 1998-1999 :  UD Leiria
- 1999-2000 :  FC Paços de Ferreira
- 2000-2003 :  FC Infesta

## Palmarès

### En club
Avec le FC Porto :
- Vainqueur de la Coupe du Portugal en 1991

Avec Boavista :
- Vainqueur de la Coupe du Portugal en 1992 et 1997
- Vainqueur de la Supercoupe du Portugal en 1992 et 1997

Avec le Paços de Ferreira :
- Champion du Portugal de D2 en 2000